# Vendelsö gård

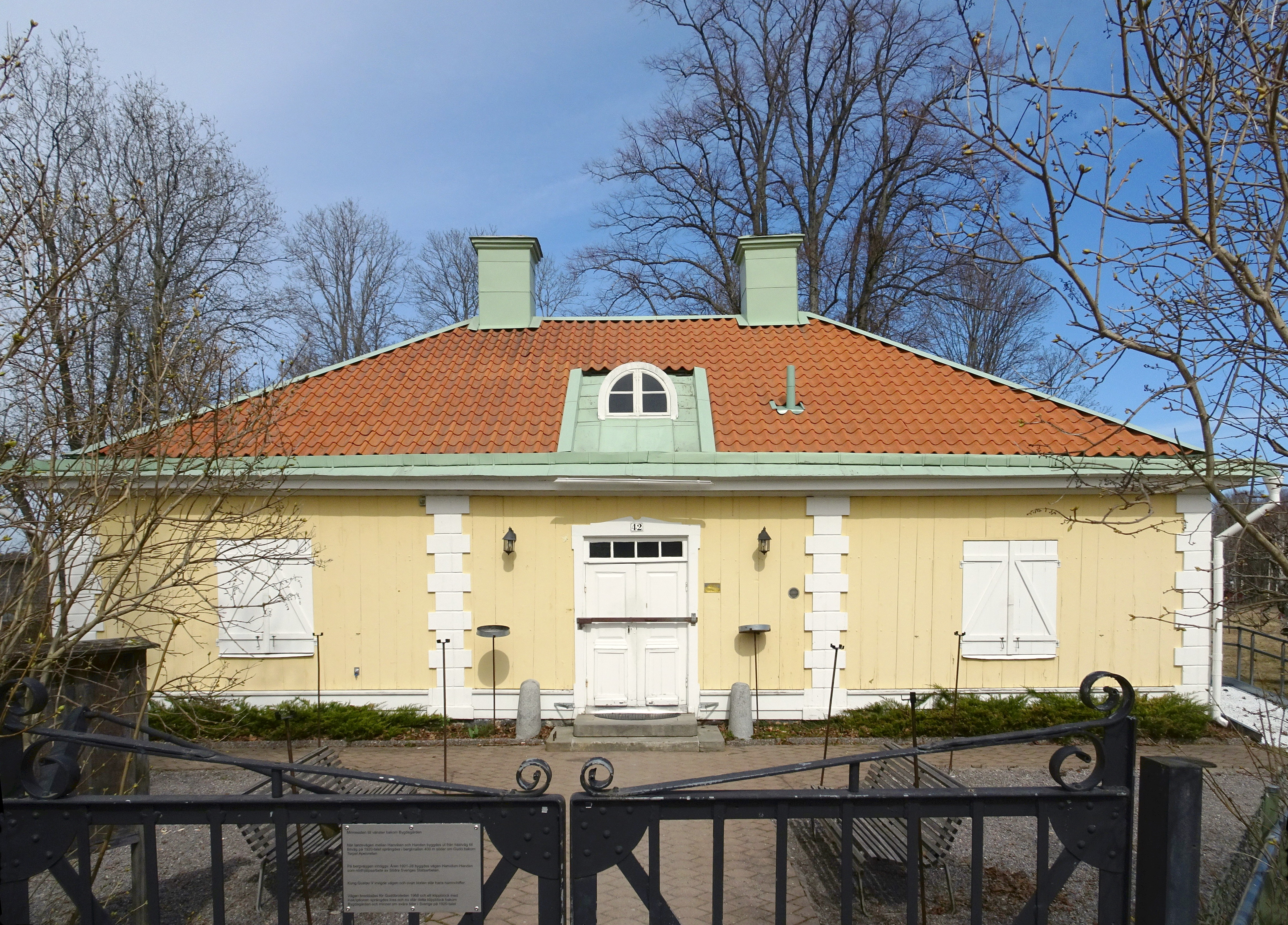
Vendelsö gårds södra flygel, fasad mot söder, april 2018.

Vendelsö gård (äldre form Wendelsö eller Vändelsö) var en herrgård och ett betydande säteri vid södra sidan om Drevviken i Österhaninge socken, nuvarande Haninge kommun. Huvudbyggnaden från slutet av 1600-talet fanns kvar fram till 1980-talet. Idag återstår den södra flygeln som är kommunens bygdegård samt trädgårdsmästarbostället. Gården gav området Vendelsö de två kommundelarna Vendelsö–Gudö och Vendelsömalm sina namn.

## Historik
Namnet är dokumenterat redan år 1460 som j wendeløø. 1467 förekommer namnet Wendelsö eller Wendelsjö. Egendomen såldes då av Tyska orden till Erik Axelsson (Tott) tillsammans med samtliga tillgångar som orden ägde i Sverige, bland dem även Årsta och Sandemar, båda i Österhaninge socken.
Vendelsö blev säteri före 1610 och hade länge samma ägare som Årsta. Genom gifte kom egendomen till riksråd Hans Bjelkenstjerna och förblev i dennes släkt till 1686 då den såldes till statssekreteraren Samuel Åkerhielm den äldre. Vid den tiden uppgavs säteribyggnaden som ”välbyggd”. Omkring 1750 tillhörde Vendelsö en medlem i släkten Rosenhane och därefter riksrådet Axel Arnell (1721–1777). Vid sekelskiftet 1800 ägdes Vendelsö av överpostdirektören Carl Lagerbring. 
| Vendelsö på Topografiska corpsens karta från 1861 och på Häradsekonomiska kartan från sekelskiftet 1900. |  | Vendelsö på Topografiska corpsens karta från 1861 och på Häradsekonomiska kartan från sekelskiftet 1900. |
| Vendelsö på Topografiska corpsens karta från 1861 och på Häradsekonomiska kartan från sekelskiftet 1900. |  | |

Omkring 1866 var ägaren expeditionssekreteraren Hinrik von Beskow (1802–1886). Under gården låg då Gudö, Forsen, Högdal, Österäng, Ramsdal, Tutviken och Svartbäcken med skolhuset från 1846. Dessutom fanns ett stort antal torp som lydde under Vendelsö. Flera av dessa ställen gav namn åt några av dagens postorter eller bostadsområden i kommunen. Tillsammans med frälsesäteriets 2 mantal omfattade hela egendomen 5 ³/₈ mantal. Till säteriet hörde även en kvarn med två par stenar och en såg samt ”betydlig skog”. Ett hundratal anställda behövdes för att driva säteriet med tillhörande trädgårdar och marker.

## Bebyggelsen

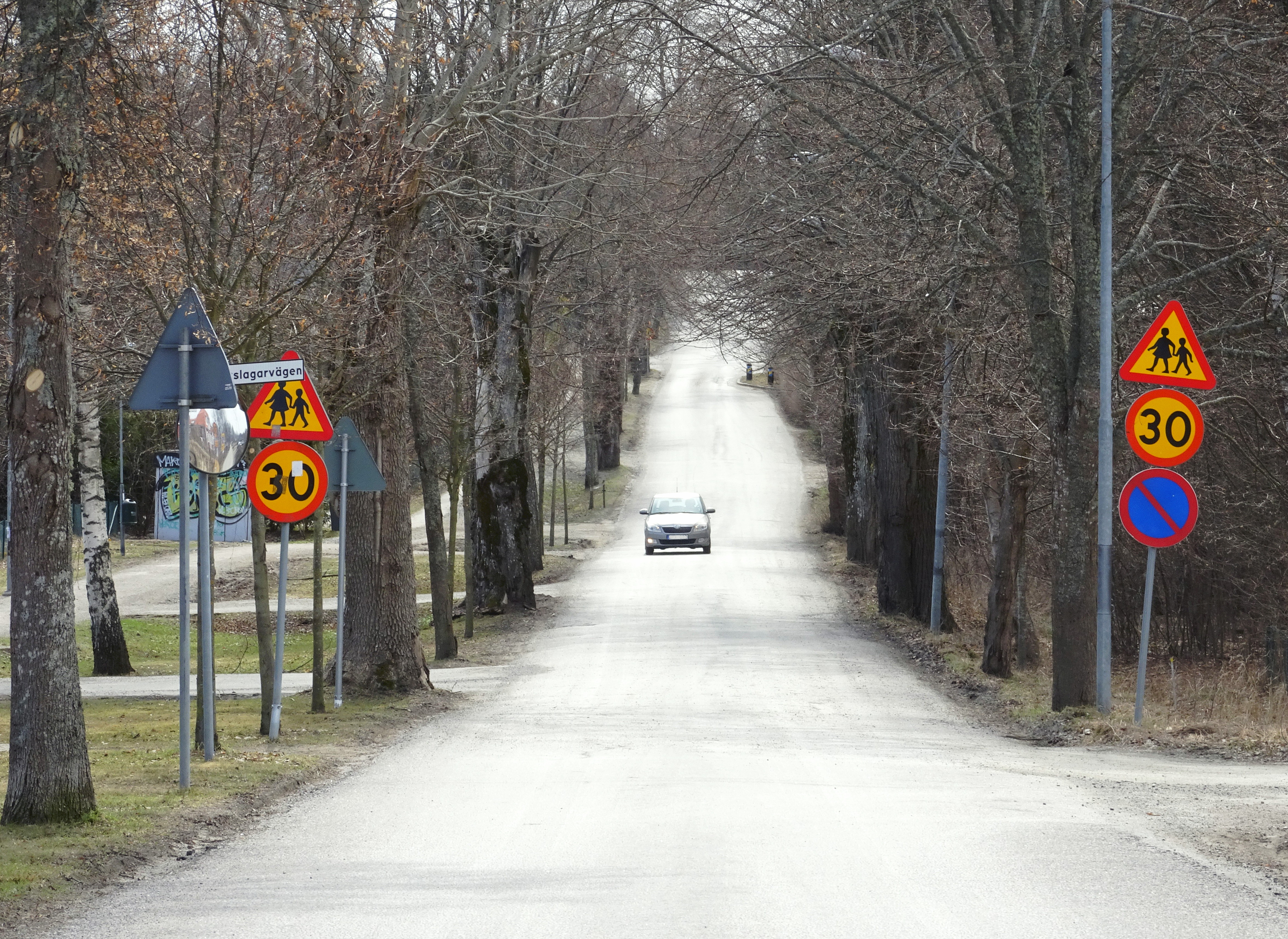
Vendelsö allé söderut, 2018.

På Häradsekonomiska kartan från sekelskiftet 1900 framgår gården och dess närmaste omgivning. Huvudbebyggelsen ligger på en udde i Drevviken och nåddes via två infarter. Från öster ledde en landsväg (dagens Vendelsö gårdsväg) med grindstuga via Gudö fram till gården. Från söder nådde man gården på en cirka 600 meter lång ståtlig, trädpanerad allé (dagens Vendelsö allé) som anlades i slutet av 1800-talet. I dess början låg Vändelsö krog. Öster och söder om gårdsanläggningen låg inhägnade trädgårdar. Längs med stranden fanns gårdens park, här ligger idag Gårdens bad, en av kommunens allmänna badplatser. Väster om huvudbyggnaden grupperade sig gårdens ekonomibyggnader. 
Själva huvudbyggnaden fick sin form i karolinsk stil i slutet av 1600-talet och är för ovanlighetens skull ett dokumenterat verk av  arkitekten Mathias Spihler, känt för bland annat Kungsholms kyrka i Stockholm. Denne och hans systerson var enligt räkenskapshandlingar i Riksarkivet ute vid gården 1679 och inspekterade arbetena. Vendelsös corps de logi var ett timrat och panelat envåningshus med två vinkelställda flyglar mot väster. Mot öster fanns två fristående flyglar, den norra brann ner 1805, den södra finns kvar och är numera bygdegård. Troligen var husen ursprungligen rödfärgade. Till bebyggelsen hörde trädgårdsmästarens bostad, belägen i östra trädgården. Även den är bevarad och nyttjas idag som privat villa.
Kring sekelskiftet 1800, när Carl Lagerbring var ägare, byggdes gården om. Huvudbyggnaden förlängdes, reveterades, fick ett lågt, valmat sadeltak och smyckades med hörnkedjor. Flyglarna fick ett likartat utseende dock med panelade fasader. Färgsättningen blev gul med vita detaljer. Interiört fanns bland annat marmorerade kakelugnar från 1800 års ombyggnad och takmålningar från 1680-talet visande akantusrankor på röd botten i grisailleteknik.

### Historiska bilder

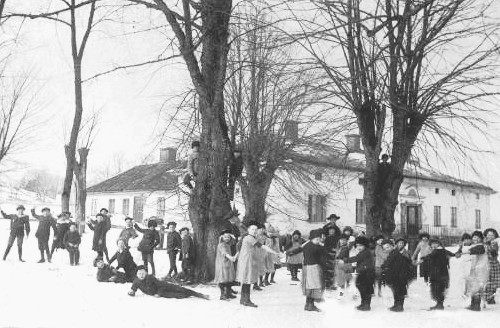
Folkskolan (1920-tal)
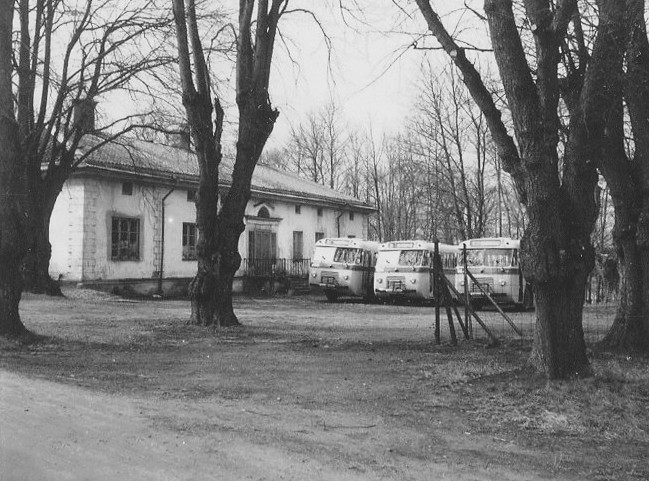
Bussdepå (1950-tal)
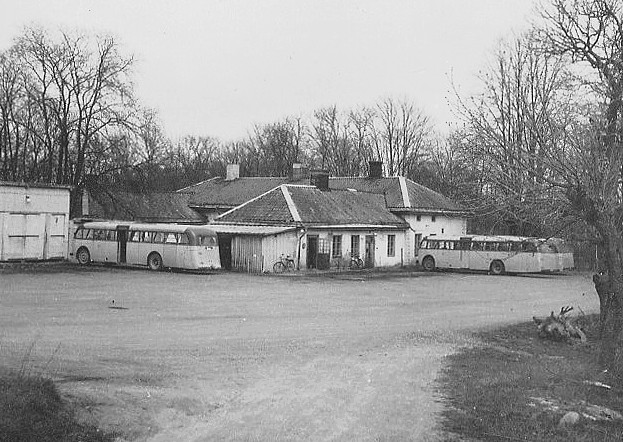
Bussdepå (1950-tal)
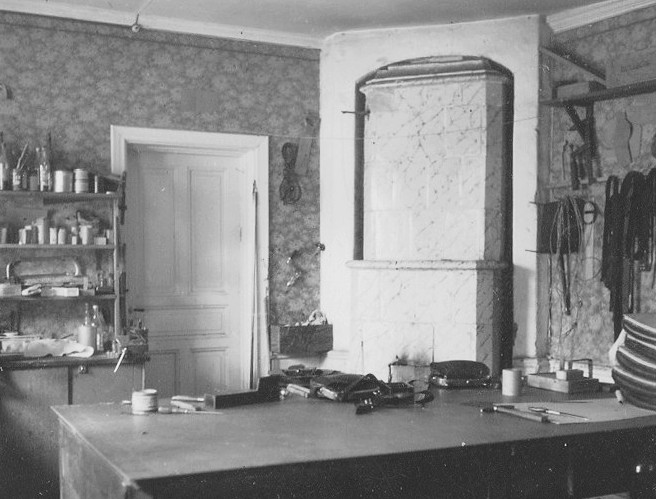
Stora salen (1950-tal)

## Gårdens vidare öden
Omkring 1908 började gårdens ägor styckas av Mellersta Sveriges Egnahems AB för villor och fritidshus. 1915-talet lades jordbruket ner. Året därpå förvärvades Vendelsö av dåvarande Österhaninge landskommun som fram till 1939 bedrev folkskola i huvudbyggnaden. För det ändamålet hade man slagit ut några väggar mellan rummen som blev lärosalar.
Vendelsös villaområde började växa fram med affär, skola, bensinmack, dansbana, handelsträdgårdar, bageri, folkets park och en manuell telefonstation som öppnade 1909. Busslinjen mellan Vendelsö och Enskede invigdes 1921 och på Drevviken inleddes båttrafik till och från Stockholm. På 1950-talet ägdes gården och dess närmare omgivning av Busstrafiken Stockholm–Södertörn som hade bussgarage på ekonomibyggnadernas plats och kontor i huvudbyggnaden. 
På 1970-talet var manbyggnaden igenbommad och vandaliserad och revs slutligen den 13 december 1984. På dess plats uppfördes 1998 ett bostadsområde som bär namnet efter gården. Kvar från den ursprungliga gårdsbebyggelsen är södra flygeln som inhyser kommunens bygdegård och före detta trädgårdsmästarbostället.

## Minnesstenen

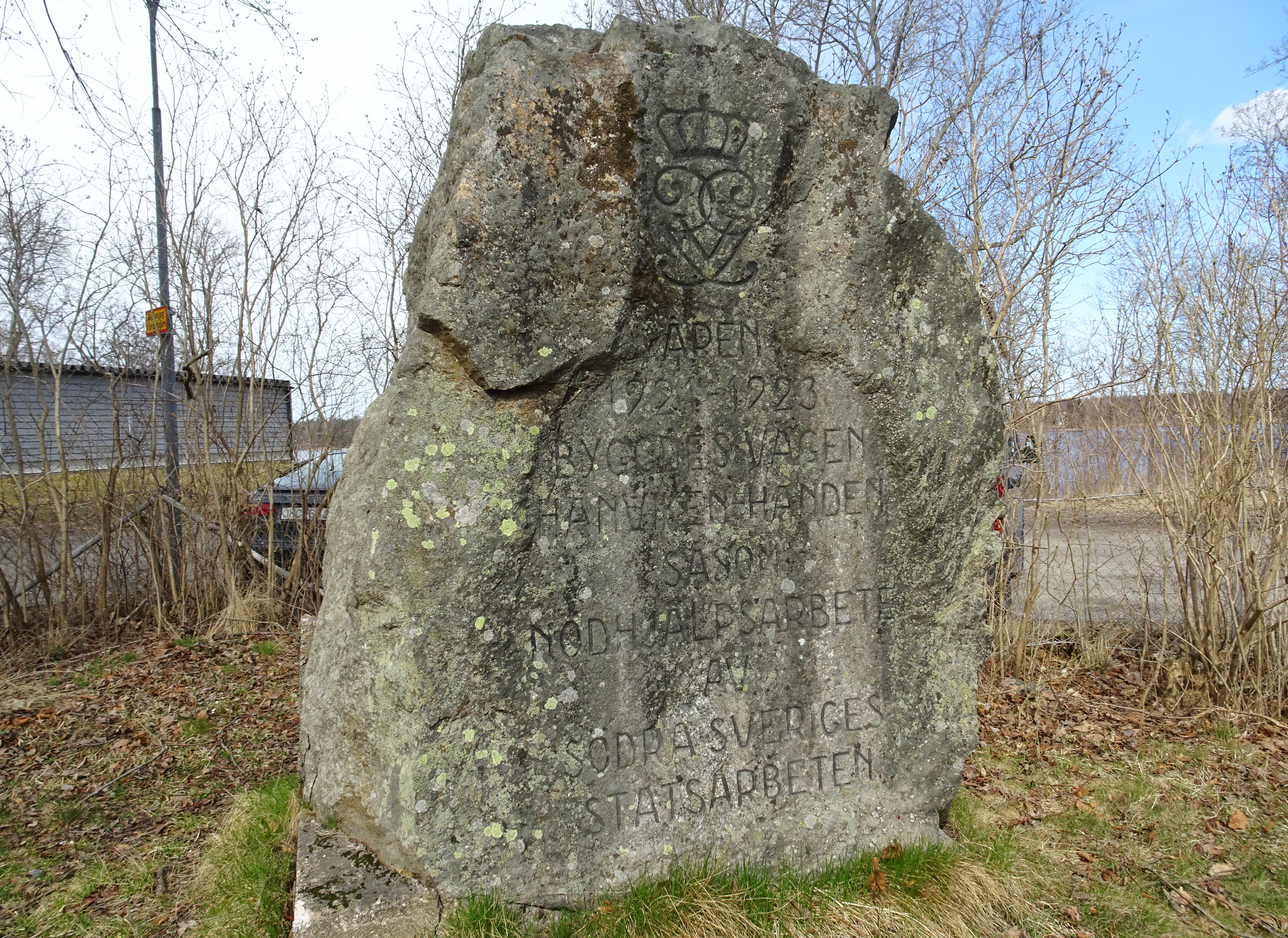
Minnesstenen.

Bakom bygdegården står en minnessten med inskriptionen:
| ” | ÅREN 1922-1928 BYGGDES VÄGEN HANVIKEN-HANDEN SÅSOM NÖDHJÄLPARBETE AV SÖDRA SVERIGES STATSARBETEN | „ |

Stenen bär Gustaf V spegelmonogram och det var han som invigde det nya vägavsnittet som hade byggts som nödhjälpsarbete. Inskriptionen satt ursprungligen på en bergknalle vid torpet Apelvreten, cirka 400 meter söder om Gudö. När Gudöbroleden anlades 1968 sprängdes klippblocket med inskriptionen loss och placerades bakom bygdegården.

### Nutida bilder

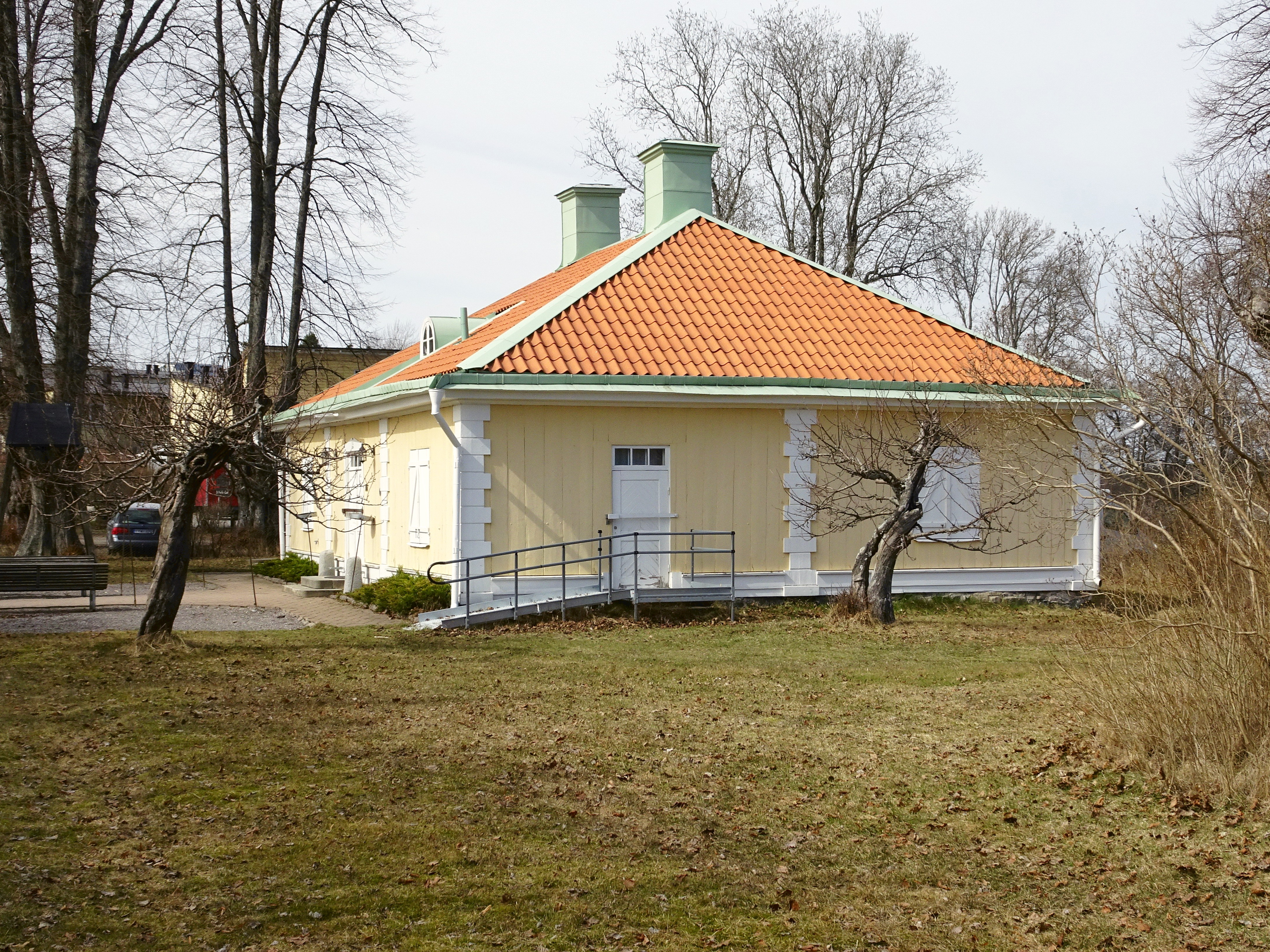
Södra flygeln från öster
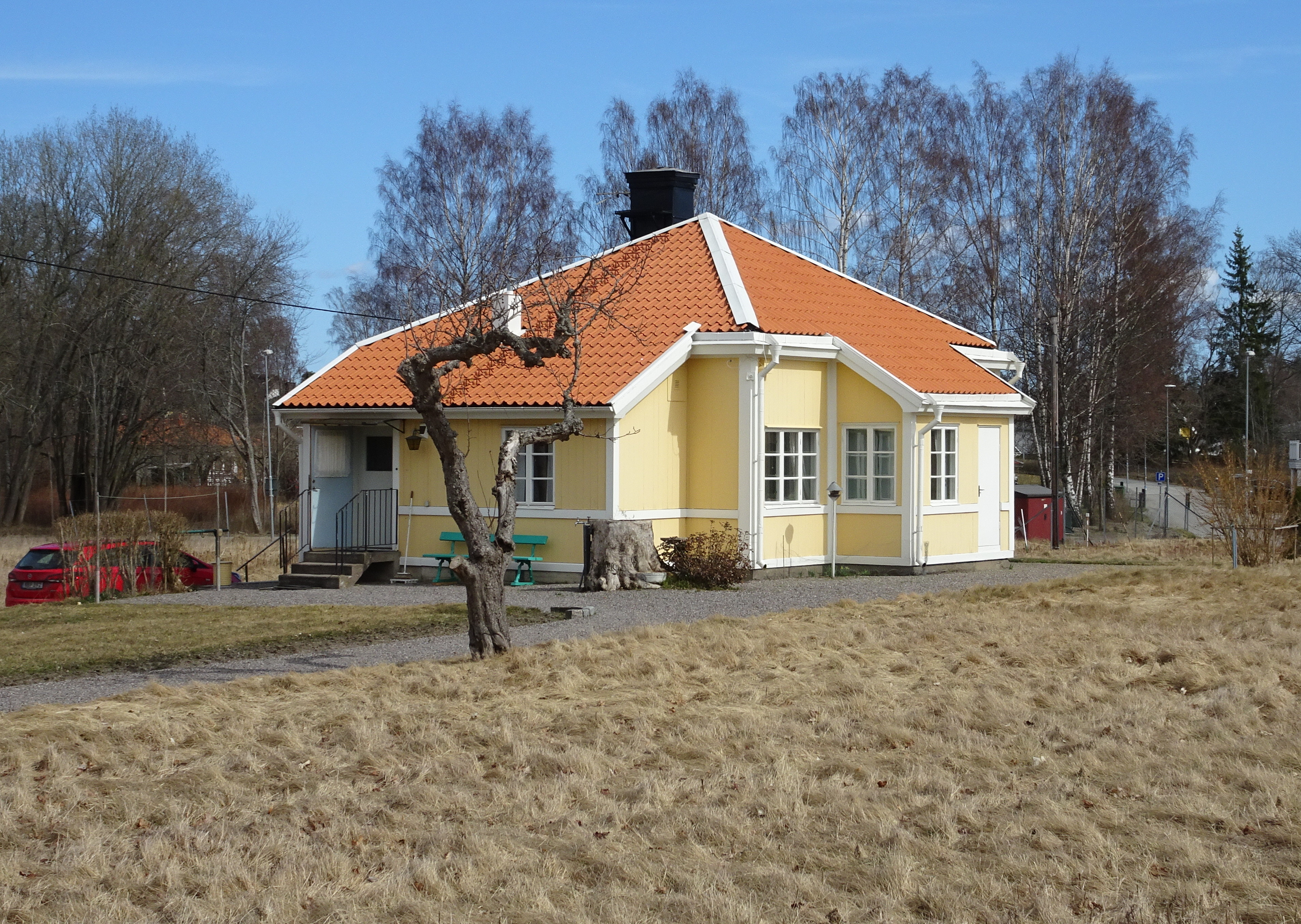
Före detta trädgårdsmästarbostaden
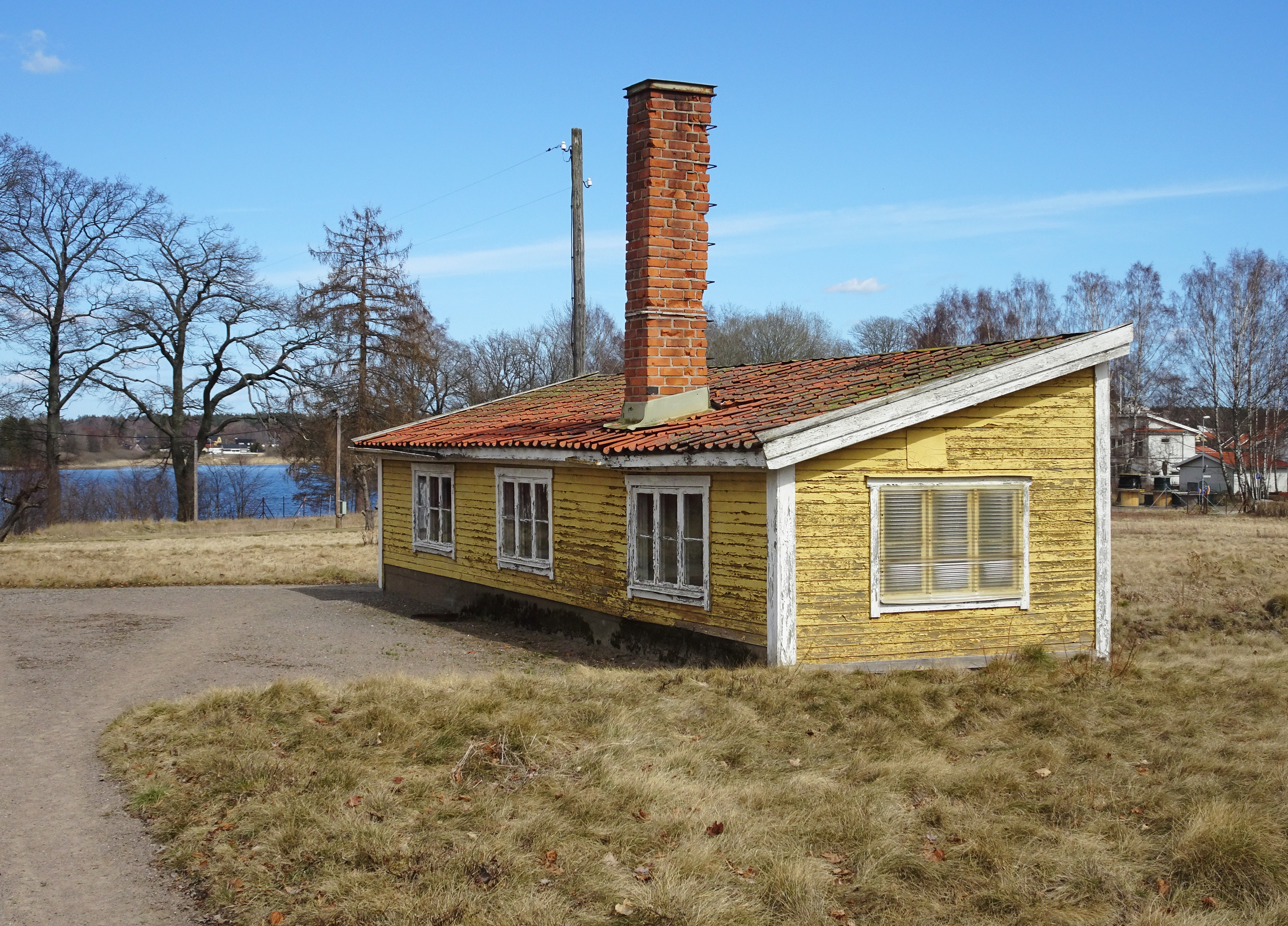
Före detta pannhuset till växthus
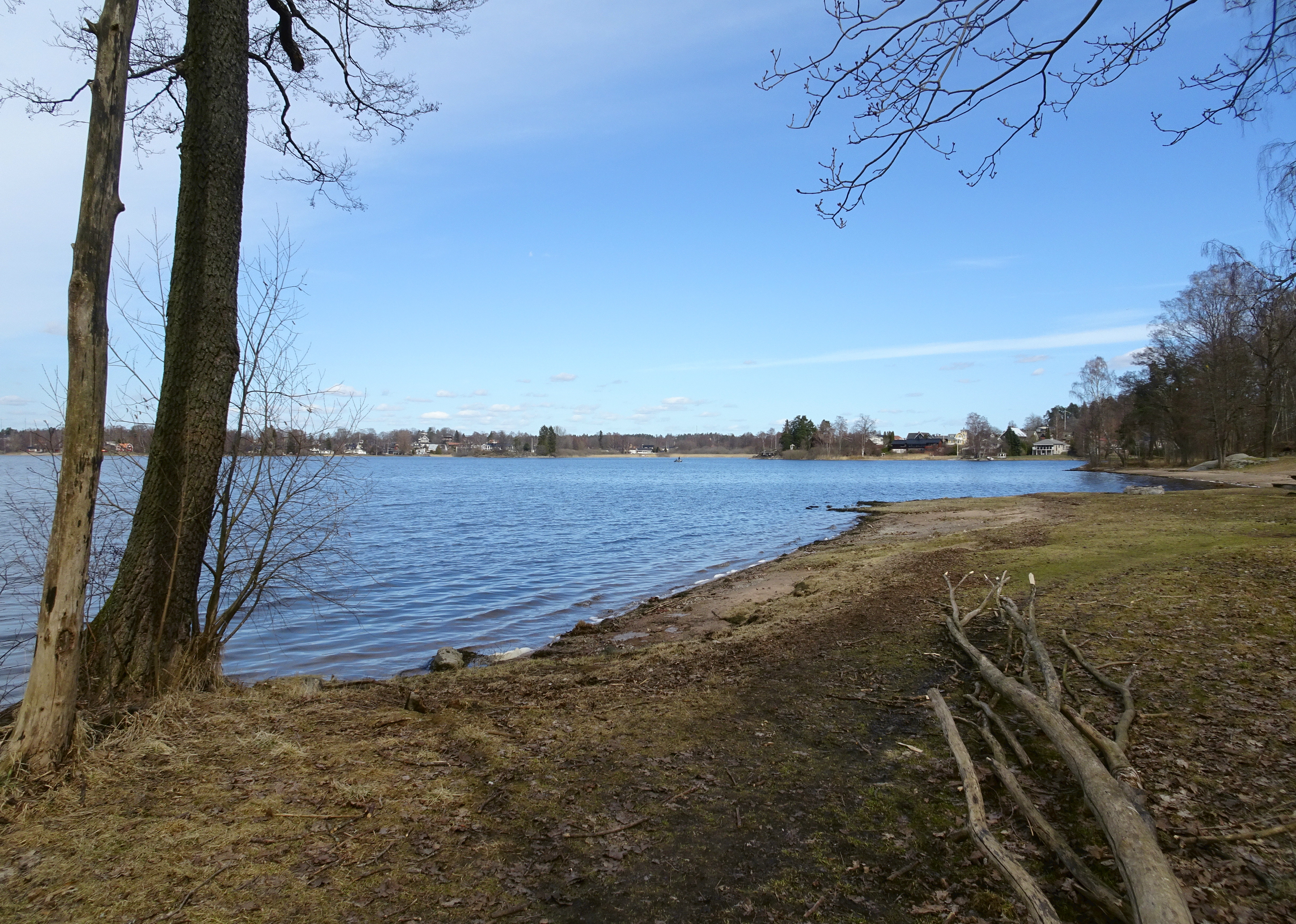
"Gårdens bad" vid Drevviken